# Terrazzo Alluvionale dell'Oglio
Il Terrazzo Alluvionale del fiume Oglio è una porzione della valle del fiume Oglio. Il terrazzo alluvionale è un declivio naturale che lentamente conduce dal basso letto del fiume Oglio, sino alle alture della valle sulle quali sono nati centri urbani medievali di: Soncino, Orzinuovi, Calcio, Pumenengo, Genivolta, Azzanello, Urago d'Oglio e Quinzano d'Oglio. Si trova al confine tra la provincia di Cremona, la provincia di Brescia e la provincia di Bergamo.

## Descrizione
L'emergere dello strato argilloso, che determina il confine tra l'alta e la bassa pianura lungo il corso del fiume Oglio, ha il suo limite meridionale là dove in epoca medioevale era ancora presente il lago residuale sotto forma di vasta palude.
Un declivio di otto/dieci metri, affacciato per quasi tre quarti dell'orizzonte su chilometri di palude, praticamente impercorribile. 
La presenza umana sul terrazzo era già viva ed attiva in epoca medievale, come dimostrano insediamenti di Soncino (nel 1100 venne innalzata la Torre Civica) ed Orzinuovi (dichiarato Borgo Franco nel 1118). Dai borghi è facilitata la vista verso il terrazzo alluvionale che per chilometri e chilometri è formato dalla campagna lombarda, caratterizzata dalla piantata padana e punteggiata da cascinali sostanzialmente intatti.
Queste formazioni geologiche sono molto varie e, a seconda del contesto nel quale si inseriscono, possono assumere significati molto diversi.
Nel Terrazzo Alluvionale dell'Oglio questa emergenza ha giustificato l'insediamento stesso dei borghi medioevali ed in particolare di quello di Soncino, diventando di fatto un elemento identitario della comunità stessa.

## Il Terrazzo nei Luoghi del Cuore del FAI
All'inizio del febbraio 2011 sono stati resi noti i risultati del 5º Censimento Nazionale del Fondo per l'Ambiente Italiano "I Luoghi del Cuore", censimento nel quale era presente una scheda sul Terrazzo Alluvionale dell'Oglio che ha raccolto 3736 segnalazioni posizionandosi 1º classificato nella categoria Aree Naturali e 30º classificato nella classifica generale su oltre 14500 luoghi.
A Soncino la campagna è stata promossa da alcune associazioni.